# Зерноїд плямистокрилий
Зерноїд плямистокрилий (Sporophila americana) — вид горобцеподібних птахів родини саякових (Thraupidae). Мешкає в Південній Америці. Раніше вважався конспецифічним з вороним і колумбійським зерноїдом.

## Опис
Довжина птаха становить 10-11 см, вага 10-14 г. Виду притаманний статевий диморфізм. У самців голова чорна, на шиї широка біла смуга, щоки і горло білі, "вуса" під дзьобом відсутні. Верхня частина тіла чорна з легким сіруватим відтінком. Нижня частина тіла білувата, живіь білий. Крила темно-сірі, махові пера чорні з білими плямками на кінці, кінчики другорядних і третьорядних махових пер білі. Лапи темно-сірі, очі темно-карі. Забарвлення самиці подібне до забарвлення самиць інших видів зерноїдів: переважно коричнювате, знизу світліше, сірувате. Дзьоб плямистокрилого зерноїда міцний, конічної форми, темно-сірий або чорний.

## Підвиди
Виділяють два підвиди:
- S. a. americana (Gmelin, JF, 1789) — північносхідна Венесуела (від Сукре до Дельти-Амакуро), узбережжя Гвіани, північно-східна Бразилія (Амапа, північний схід Пари), острів Тобаго;
- S. a. dispar Todd, 1922 — схід бразильської Амазонії в середній і нижній течії Амазонки, на схід від гирла Тапажосу.

## Поширення і екологія
Плямистокрилі зерноїди мешкають у Венесуелі, Гаяні, Французькій Гвіані, Суринамі, Бразилії та на Тринідад і Тобаго. Вони живуть на вологих луках, зокрема на заплавних, у вологих саванах, на полях і пасовищах. Зустрічаються на висоті до 50 м над рівнем моря. Живляться насінням і зерном, а також ягодами, зокрема плодами Trema micrantha і комахами. Гніздо невелике, чашоподібне, розміщується на дереві, на висоті до 4 м над землею. В кладці 2 яйця. Інкубаційний період становить 12-13 днів. Самиці пілуються про пташенят, які покидають гніздо через 2 тижні після вилуплення. За сезон може вилупитися два і більше виводків.

## Збереження
МСОП класифікує цей вид як такий, що не потребувє особливих заходів зі збереження. За оцінками дослідників, популяція плямистокрилих зерноїдів становить від 0,5 до 5 мільйонів птахів. Вона скорочується через вилов птахів з метою продажу на пташиних ринках.